# Tuk Mrkopaljski
Tuk Mrkopaljski – wieś w Chorwacji, w żupanii primorsko-gorskiej, w gminie Mrkopalj. W 2011 roku liczyła 4 mieszkańców.